# 博剌克赤
博剌克赤(?-1257)，阿爾沁韃靼人出身的女政治家。
她是金帳汗國拔都汗的正妻，撒里答汗母親，在1257年她短暫出任孫子兀剌黑赤的攝政，但在兀剌黑赤死後，別兒哥在同年把她處決。